# 伊南奇
伊南奇，是匈牙利包尔绍德-奥包乌伊-曾普伦州所辖的一个村。总面积10.98平方公里，总人口1271，人口密度115.8人/平方公里（2011年1月1日）。